# Dentina
La dentina, marfil, o sustancia ebúrnea es un tejido intermedio, más blando que el esmalte. Es el segundo tejido más duro del cuerpo, y conforma el mayor volumen
del órgano dentario, en la porción coronaria se halla recubierta a manera de casquete por el esmalte, mientras que en la región radicular está tapizada por el cemento. Es amarillento, y su alto grado de elasticidad protege al esmalte suprayacente contra las fracturas. Está estrechamente vinculada a la pulpa dentaria, cuyas células especializadas, los dentinoblastos, la elaboran dejando en su estructura sus prolongaciones citoplasmáticas o prolongaciones odontoblásticas. Además de los componentes citoplasmáticos, la dentina está constituida por una matriz colágena calcificada, compuesta principalmente por colágeno tipo I y proteínas dsp (5% a 8%) y dpp (50%), atravesada por conductillos o túbulos dentarios desde el límite pulpar hasta esmalte en corona y cemento en raíz. La dentinogénesis es el proceso de formación de dentina por el órgano dental. 
La dentina es radio-opaca por su relativamente alta impregnación de sales minerales. Su color es amarillo, y la elasticidad es una capacidad de la que goza este tejido y que depende de la estructura orgánica y contenido en agua. La composición química de la dentina es aproximadamente de: 70% de materia inorgánica (principalmente cristales de hidroxiapatita), 12% de materia orgánica (principalmente fibras colágenas) y 18% de agua. La sustancia orgánica es en su mayoría colágena I acompañada de proteoglucanos y glucoproteínas. 
La dentina es producida por los odontoblastos, que se ubican entre la dentina y la pulpa dentaria, y que conservan su relación con la dentina durante toda la vida del diente, pudiendo ésta autorrepararse. La dentina presenta los canalículos dentarios, que contienen las prolongaciones citoplasmáticas de los procesos odontoblásticos.
La dentina también se forma en segmentos de 4 a 8 nanómetros, por lo que se presentan al microscopio líneas, llamadas líneas de Owen, análogas a las líneas de Retzius.